# Frôlois
Frôlois település Franciaországban, Côte-d’Or megyében. Lakosainak száma 164 fő (2022. január 1.). Frôlois La Villeneuve-les-Convers, Chanceaux, Source-Seine, Boux-sous-Salmaise, Thenissey, Gissey-sous-Flavigny, Darcey, Corpoyer-la-Chapelle, Poiseul-la-Ville-et-Laperrière és Billy-lès-Chanceaux községekkel határos.

## Népesség
A település népességének változása:
| Lakosok száma | 303  | 248  | 240  | 179  | 171  | 176  | 167  | 162  | 162  | 164  |
|               | 1968 | 1982 | 1990 | 2006 | 2013 | 2015 | 2017 | 2019 | 2020 | 2022 |